# Heinz Pollay
Heinz Pollay (4 de febrero de 1908-14 de marzo de 1979) fue un jinete alemán que compitió en la modalidad de doma. Participó en dos Juegos Olímpicos de Verano en los años 1936 y 1952, obteniendo tres medallas, dos oros en Berlín 1936 y un bronce en Helsinki 1952.

## Palmarés internacional
| Juegos Olímpicos | Juegos Olímpicos     | Juegos Olímpicos  | Juegos Olímpicos |
| Año              | Lugar                | Medalla           | Categoría        |
| ---------------- | -------------------- | ----------------- | ---------------- |
| 1936             | Berlín (Alemania)    | Medalla de oro    | Individual       |
| 1936             | Berlín (Alemania)    | Medalla de oro    | Por equipos      |
| 1952             | Helsinki (Finlandia) | Medalla de bronce | Por equipos      |